# UR 501

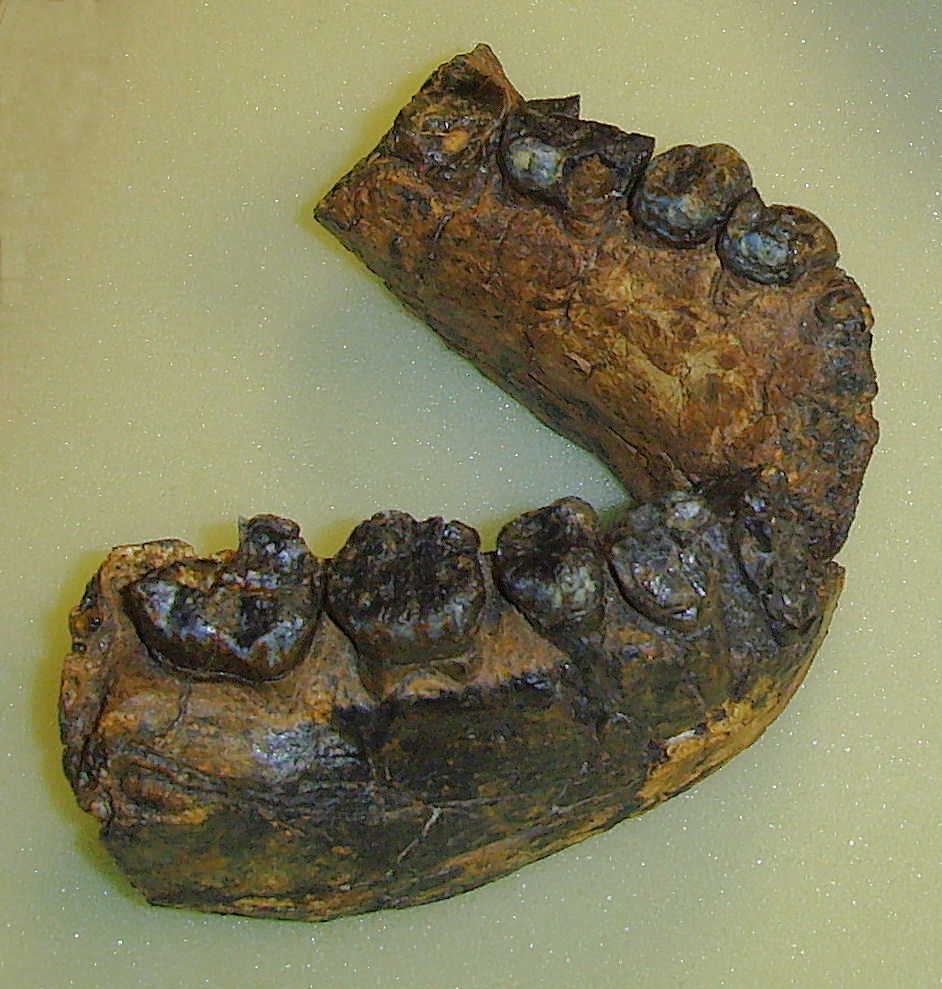
UR 501 (Original), der älteste bekannte, komplette Unterkiefer der Gattung Homo

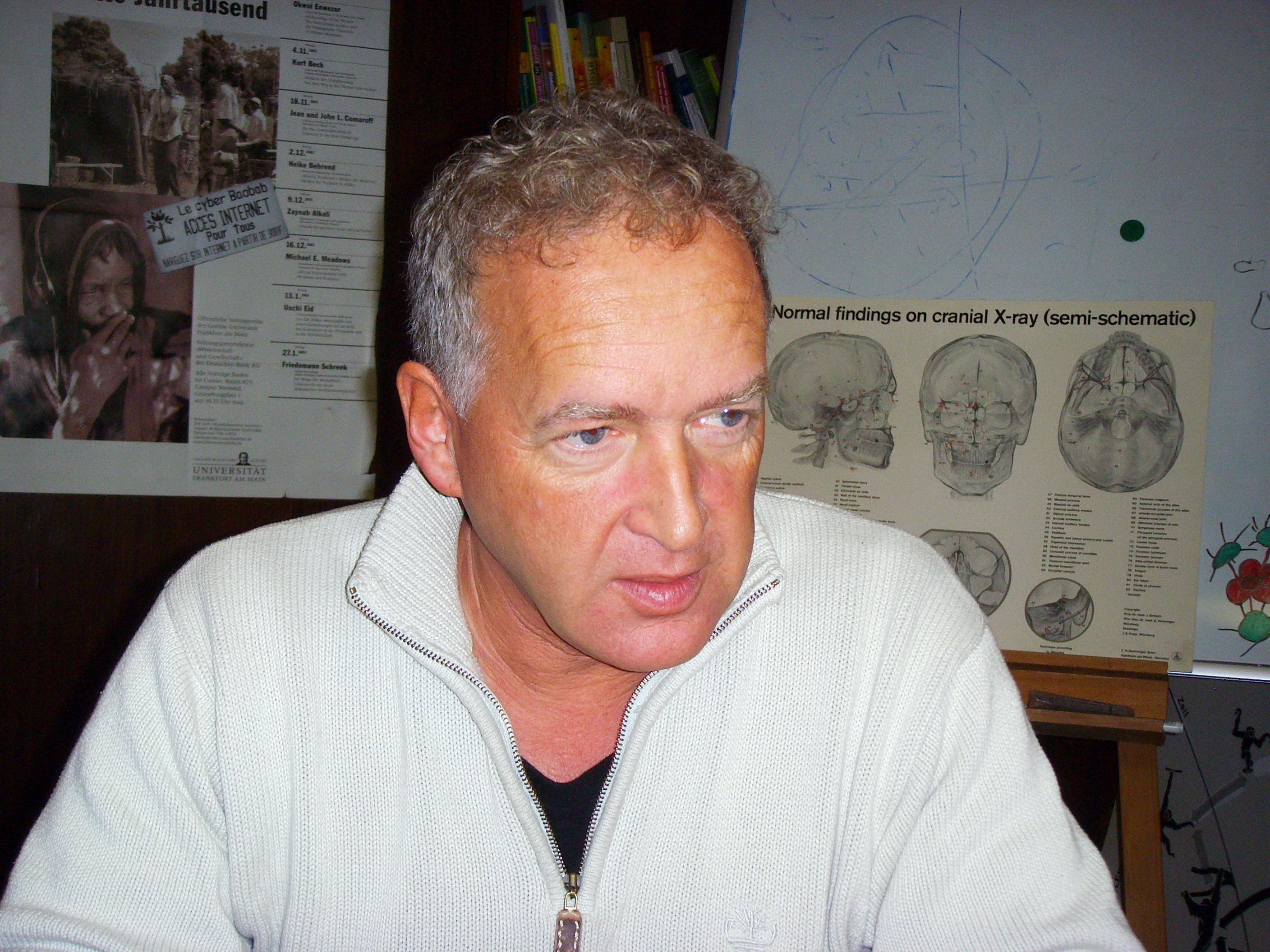
Grabungsleiter Friedemann Schrenk, 2007

UR 501 (auch: HCRP UR 501) ist die wissenschaftliche Bezeichnung für den Unterkiefer eines Homo rudolfensis. Das sehr gut erhaltene Fossil gilt – nach dem ihm ähnelnden Unterkiefer-Fragment LD 350-1 – als der zweitälteste bisher der Gattung Homo zugeordnete Unterkiefer.
UR 501 wurde am 11. August 1991 von Tyson Mskika, einem Mitarbeiter des deutschen Paläoanthropologen Friedemann Schrenk und seines US-amerikanischen Kollegen Timothy Bromage, im Rahmen des Hominiden-Korridor-Projekts (Hominid Corridor Research Project, HCRP) in Malawi entdeckt. Die Sammlungsnummer UR 501 steht für den Fundort nahe Uraha (daher: UR), einem Dorf bei Karonga am Westufer des Malawisees und spielt an auf das Jeansmodell Levi’s 501. Bromage und Schrenk hatten bereits seit 1983 in Malawi gezielt nach Hominini-Fossilien gesucht, da sie vermuteten, dass „Urmenschen“ nicht allein im südlichen Afrika sowie in Ostafrika, sondern auch in der Region dazwischen gelebt hatten.

## Merkmale
Der Unterkiefer war beim Auffinden im Bereich des „Kinns“ in zwei Teile zerbrochen und von einer Eisenkruste überzogen, weswegen er trotz einer vermutlich jahrelangen Lagerung an der Erdoberfläche sehr gut erhalten geblieben war. Die Frontzähne (Schneidezähne und Eckzähne) fehlen, jedoch blieben sowohl links als auch rechts jeweils vier Backenzähne – die dritten und vierten Prämolaren sowie die ersten und zweiten Molaren – erhalten. Ein Viertel vom rechten zweiten Molar fehlte zunächst, konnte aber nach wochenlangem Durchsieben von sieben Tonnen Erdreich geborgen werden. Erst jetzt war die Zuordnung zur Gattung Homo möglich, da bei ihr die hinteren Backenzähne sechs oder sieben Höcker („Tubercula“) aufweisen, die älteren Australopithecinen hingegen weniger (siehe Dryopithecinenmuster). Auch zahlreiche weitere Merkmale der erhaltenen Zahnkronen – darunter insbesondere die Anordnung der Zahnhöcker und die Zahnschmelz-Feinstruktur – stehen den Merkmalen anderer Funde von frühen Vertretern der Gattung Homo nahe. Insbesondere ähneln die Merkmale der kräftigen Bezahnung und des starken Unterkieferknochens von UR 501 denen des Unterkiefers KNM-ER 1802, der in unmittelbarer Nähe zum Typusexemplar von Homo rudolfensis bei Koobi Fora in Kenia entdeckt worden war. Gleichwohl teilt das Fossil einige Merkmale auch mit Australopithecus africanus und Australopithecus afarensis sowie mit Paranthropus.

## Alter und Lebensraum
Anhand von biostratigraphischen Analysen wurde für den Unterkiefer 1993 in der Fachzeitschrift Nature ein Alter von 2,4 Millionen Jahren ausgewiesen; in späteren Veröffentlichungen wurde das Alter des Fundes leicht nach oben auf 2,5 bis 2,4 Millionen Jahre korrigiert. UR 501 galt daher bis zur Beschreibung des Unterkiefer-Fragments LD 350-1 im März 2015 als das älteste bis dahin der Gattung Homo zugeordnete Fossil.
Der Unterkiefer konnte bislang nicht absolut datiert, sondern nur relativ datiert werden, und zwar anhand der im gleichen Fundhorizont geborgenen Fossilien von urtümlichen Giraffen (Giraffa stillei und Giraffa pygmaea), Pavianen (Parapapio und Verwandte der Dschelada), Pferden (Equus und Hipparion), Elefanten und Mammuts (Elephas recki und Mammuthus subplanifrons), diversen Antilopen und Gazellen, Spitzmaulnashörnern, Flusspferden, Schildkröten und Krokodilen, die auch aus absolut datierbaren Schichten aus Kenia bekannt sind.
Die Zusammensetzung der gemeinsam mit UR 501 gefundenen Tierarten deutet für Homo rudolfensis auf einen tropischen Lebensraum hin, in dem offene Savannen von Flusssystemen durchzogen wurden. Das erstmalige Auftreten von Homo rudolfensis vor rund 2,5 Millionen Jahren fällt in eine Epoche, in der Ostafrika – infolge eines stark anwachsenden Eisschilds im Nordpolargebiet – merklich trockener wurde und abkühlte. Möglicherweise ging die Art sogar aufgrund dieser Klimaänderung und der in Afrika damit verbundenen Fragmentierung der zuvor zusammenhängenden Regenwälder aus Vertretern der Gattung Australopithecus hervor.

## Bedeutung des Fundes
Bernard Wood bezeichnete 1993 den Fund anlässlich seiner erstmaligen Vorstellung in Nature als in dreifacher Weise bedeutsam. Zum einen belege er, dass es vor rund 2,5 Millionen Jahren neben Paranthropus noch einen zweiten Vertreter der Hominini in dessen Lebensraum gegeben habe; zum anderen, dass diese zweite Art – Homo rudolfensis – ausweislich ihrer kräftigen Zähne und ihres starken Unterkiefers an relativ hartfaserige Nahrung angepasst war (wenngleich deutlich weniger stark als Paranthropus), was zeitlich mit dem Klimawandel in dieser Epoche korreliert und auf einen häufigen Aufenthalt in Grasland hindeutet. Hieraus lasse sich ableiten, dass sowohl Paranthropus als auch Homo nicht vor Beginn dieses Klimawandels vor 2,5 Millionen Jahren aus Australopithecus-Arten hervorgegangen sind. Drittens zeige die Zusammensetzung der Begleitfunde, dass die Fauna von Malawi seinerzeit engere Verbindung zu Ostafrika hatte als zum südlichen Afrika. Dies wiederum habe Auswirkungen auf die Frage nach der Region, in der die Gattung Homo entstanden ist.
Das Fossil durfte aufgrund einer persönlichen Genehmigung durch den Kultusminister von Malawi zur weiteren Bearbeitung nach Deutschland gebracht werden. Es wird seitdem im Forschungsinstitut Senckenberg in Frankfurt am Main aufbewahrt.

## Belege
1. ↑  Friedemann Schrenk, Timothy Bromage: Der Hominiden-Korridor Südostafrikas. In: Spektrum der Wissenschaft. Nr. 8, 2000, S. 49. – An gleicher Stelle wird erläutert, dass der Unterkiefer das 499. bei Uraha registrierte Fundstück war.
2. ↑  Friedemann Schrenk et al.: Early Hominid diversity, age and biogeography of the Malawi-Rift. In: Human Evolution. Band 17, Nr. 1–2, 2002, S. 113–122, doi:10.1007/BF02436432.
3. ↑  Friedemann Schrenk in: Spektrum der Wissenschaft. Nr. 9, 2010, S. 69.
4. ↑  Fernando V. Ramirez Rozzi, Tim Bromage und Friedemann Schrenk: UR 501, the Plio-Pleistocene hominid from Malawi. Analysis of the microanatomy of the enamel. In: Comptes Rendus de l'Académie des Sciences – Series IIA – Earth and Planetary Science. Band 325, Nr. 3, 1997, S. 231–234, doi:10.1016/S1251-8050(97)88294-8.
5. ↑  Timothy G. Bromage, Friedemann Schrenk und Frans W. Zonneveld: Paleoanthropology of the Malawi Rift: An early hominid mandible from the Chiwondo Beds, northern Malawi. In: Journal of Human Evolution. Band 28, Nr. 1, 1995, S. 71–108, doi:10.1006/jhev.1995.1007.
6. ↑  Friedemann Schrenk, Timothy Bromage et al.: Oldest Homo and Pliocene biogeography of the Malawi Rift. In: Nature. Band 365, 1993, S. 833–836, doi:10.1038/365833a0.
7. ↑  Zum Beispiel in: Friedemann Schrenk, Die Frühzeit des Menschen. Der Weg zum Homo sapiens. C. H. Beck, 1997, S. 68.
8. ↑  „We therefore suggest that Homo rudolfensis arose during, and partly as a result of, the 2.5 Myr climatic cooling event in eastern Africa and remained endemic there…“ Zitiert aus: Friedemann Schrenk, Timothy Bromage et al., Oldest Homo and Pliocene biogeography of the Malawi Rift, S. 835.
9. ↑  Bernard Wood: Rift on the record. In: Nature. Band 365, 1993, S. 789–790, doi:10.1038/365789a0.
10. ↑  Friedemann Schrenk, Timothy G. Bromage: Adams Eltern. Expeditionen in die Welt der Frühmenschen. C. H. Beck, 2002, S. 149.